# Gâscă călugăriță
Gâsca călugăriță (Branta leucopsis) sau gâsca cu obraz alb este o specie de gâscă care aparține genului Branta al gâștelor negre, care conține specii cu un penaj în mare parte negru, diferențiindu-le de speciile gri Anser. În ciuda asemănării sale superficiale cu gâsca neagră, analizele genetice au arătat că este un derivat estic al gâștei canadiene.

## Taxonomie
Gâsca călugăriță a fost clasificată taxonomic pentru prima dată de Johann Matthäus Bechstein în 1803. Branta este o formă latinizată a cuvântului din norvegiana veche Brandgás, „gâscă (neagră) arsă”, iar epitetul specific provine din greaca veche leukos „alb” și opsis „cu fața”.

## Galerie

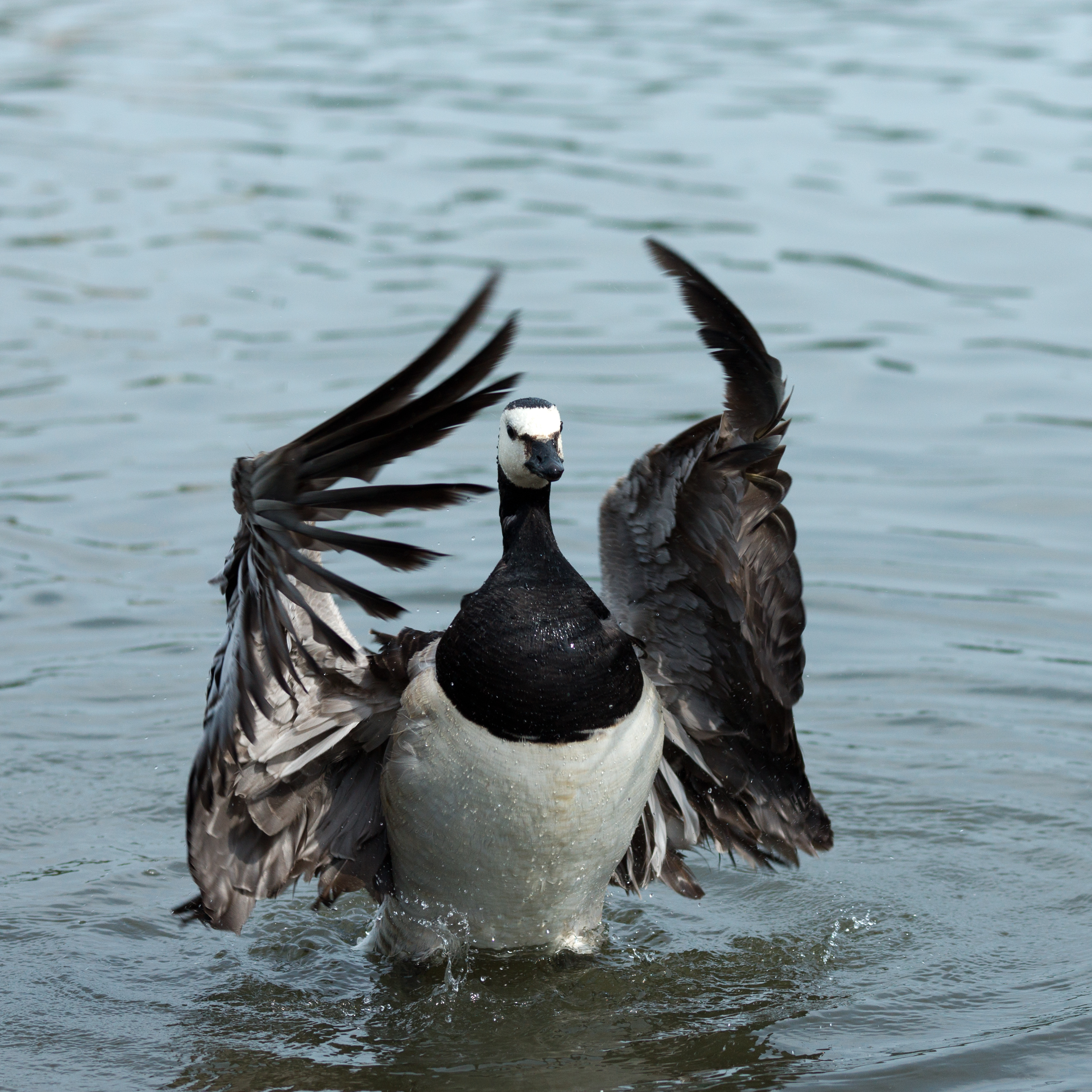
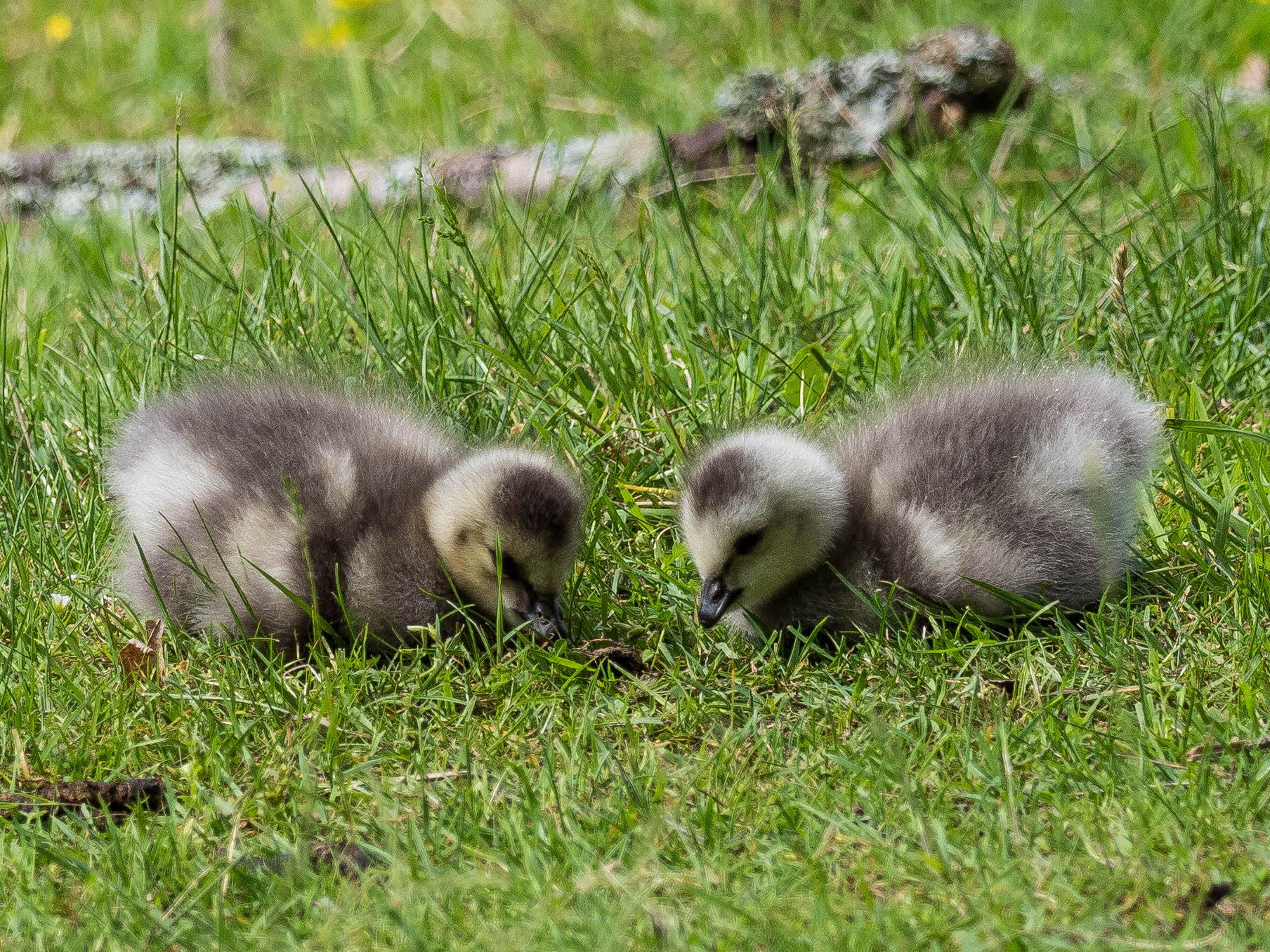
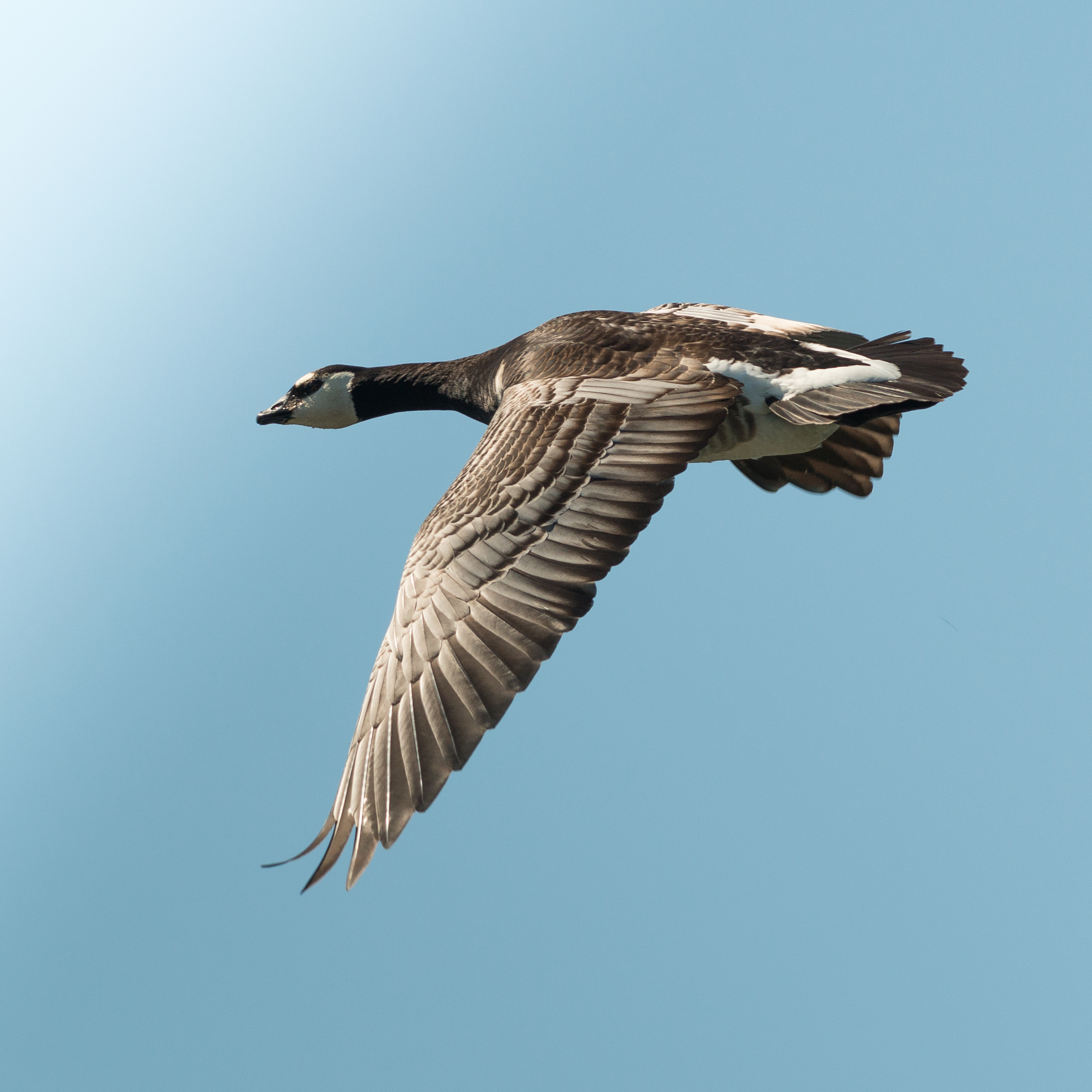
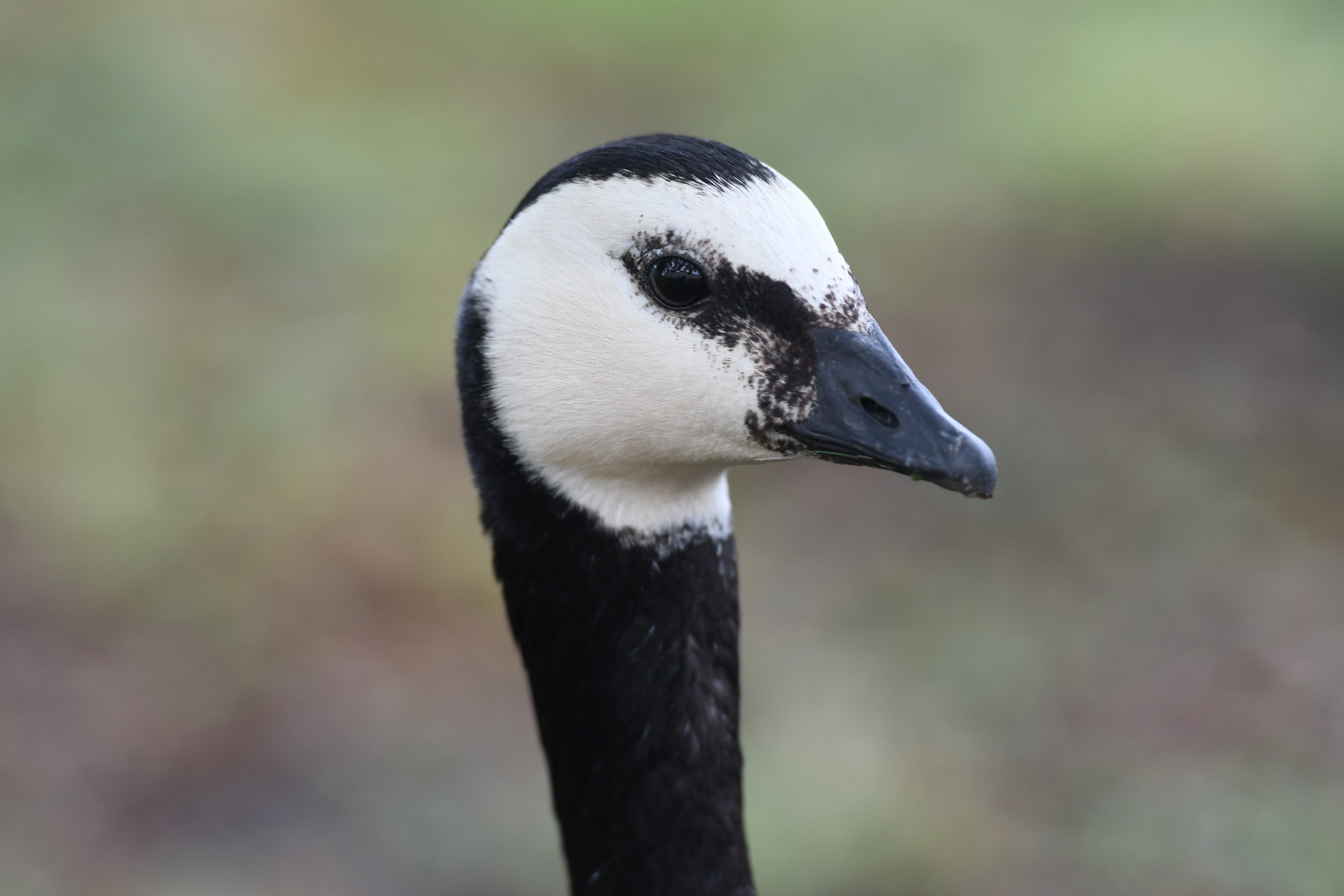
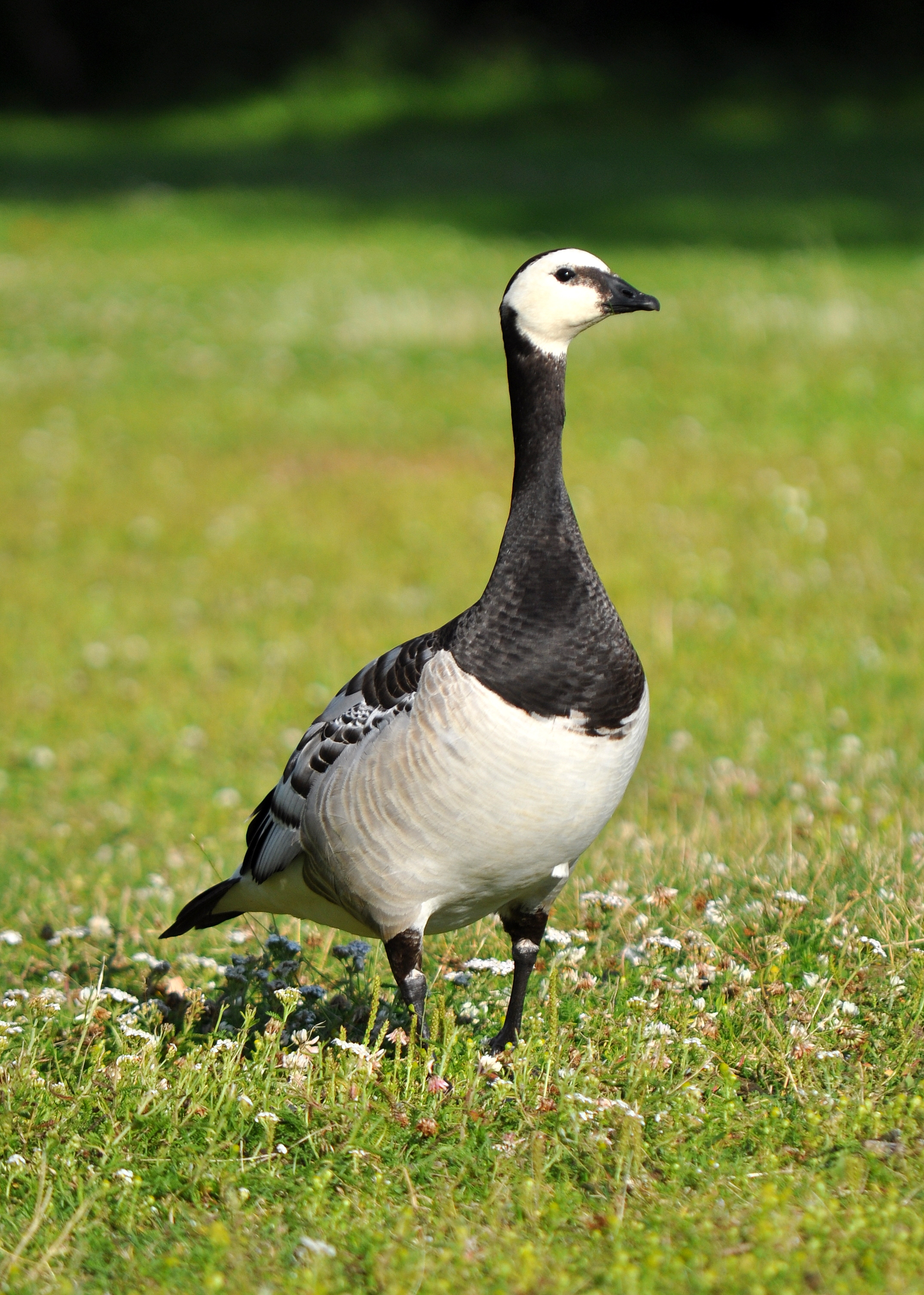
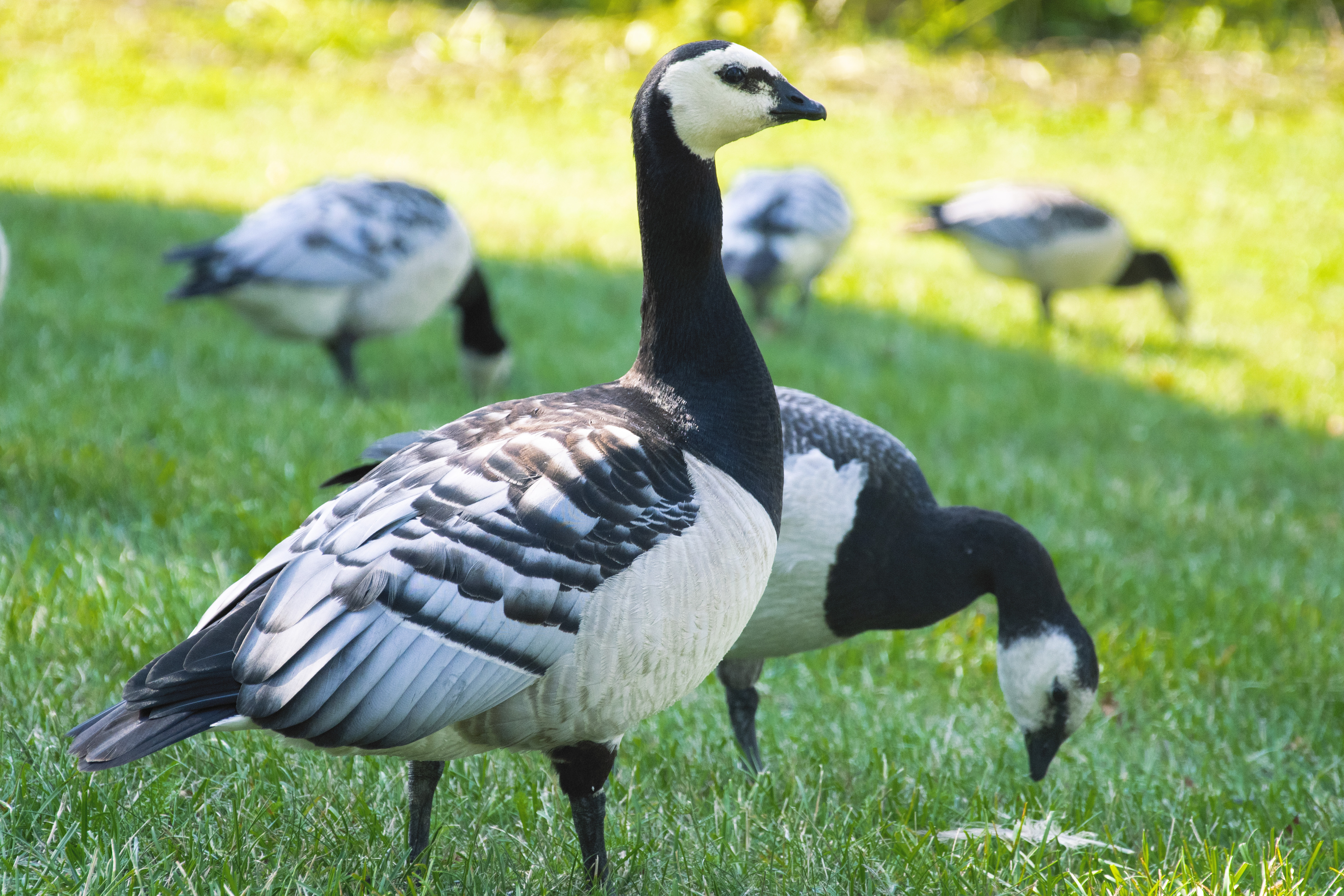
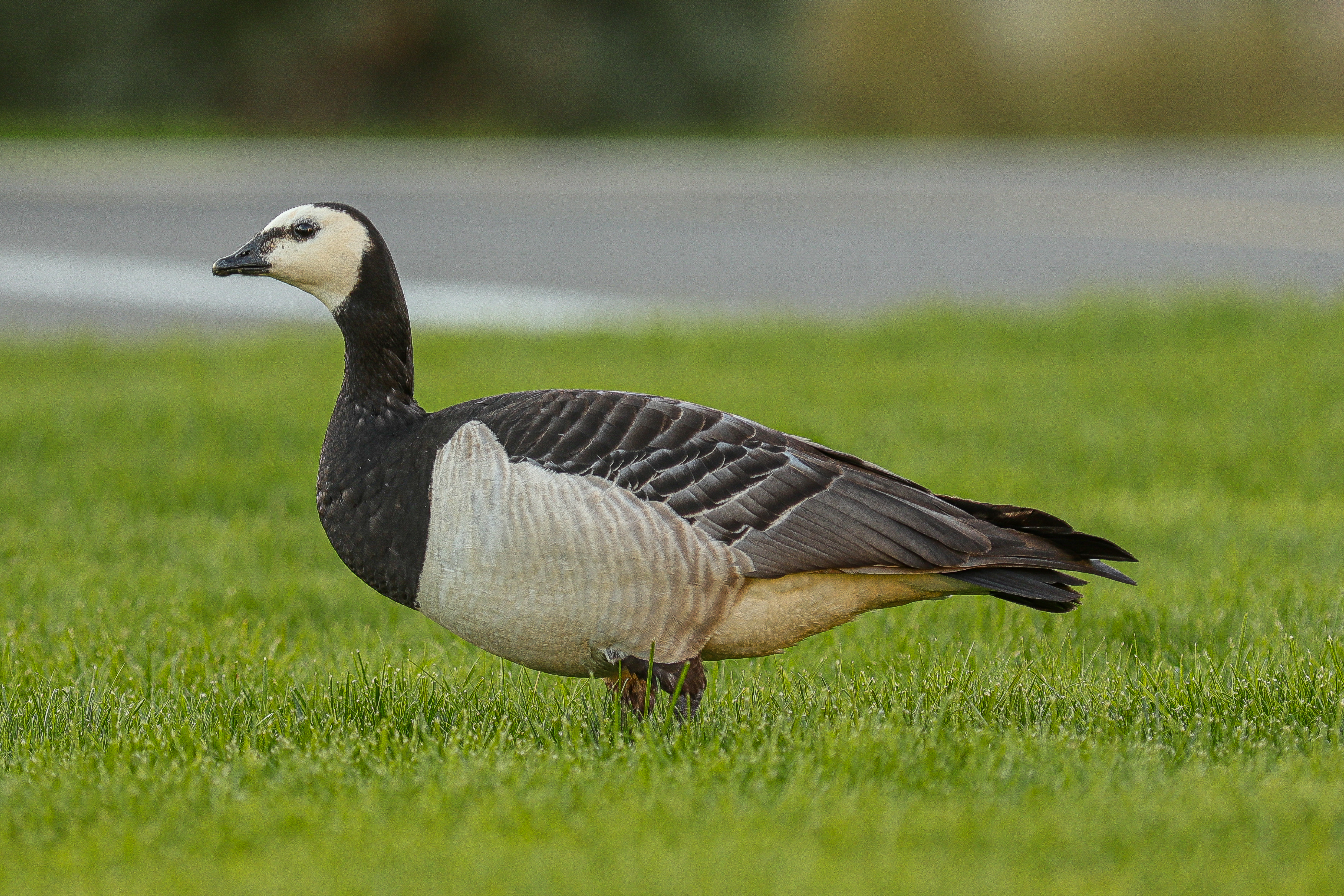
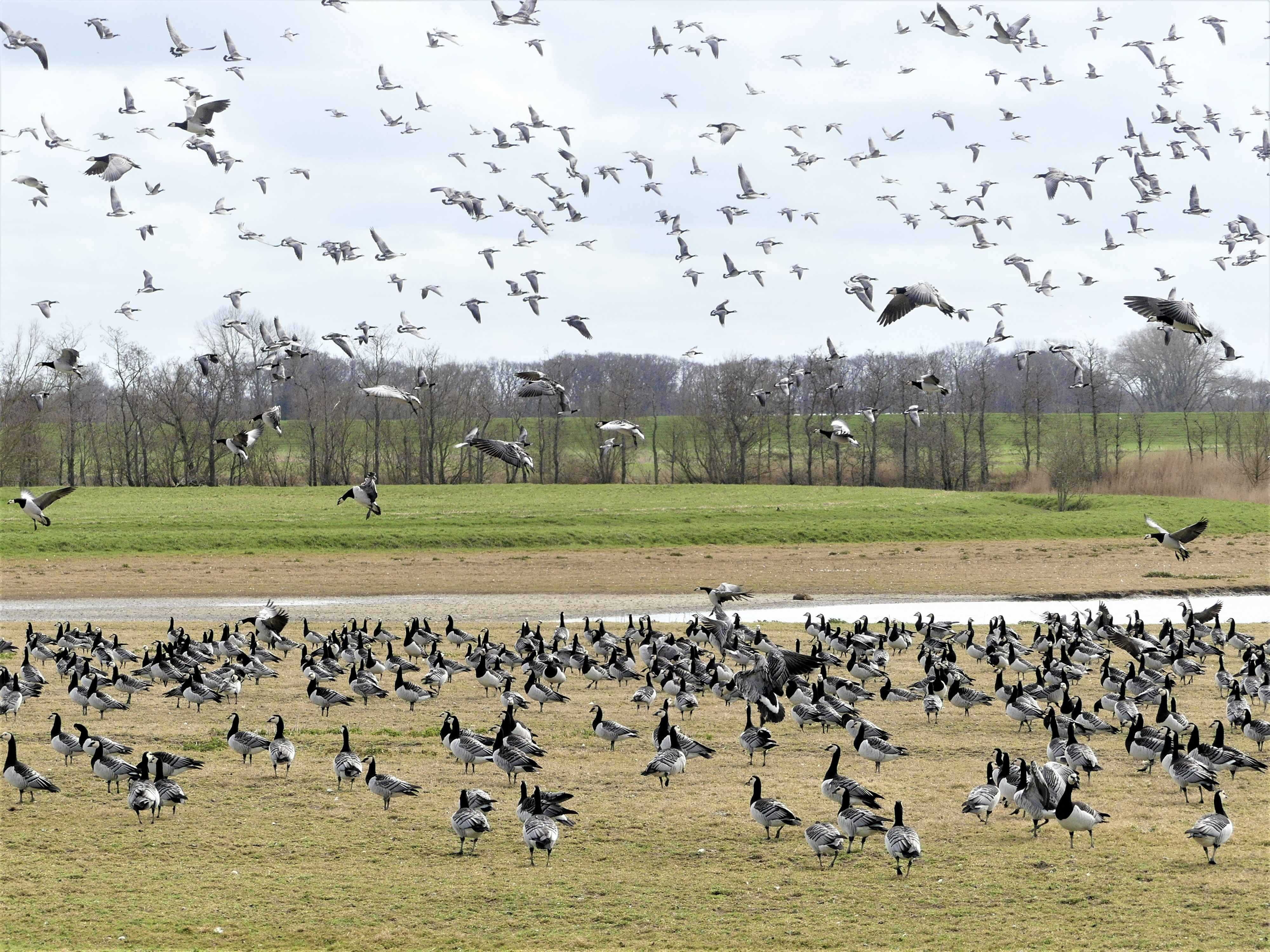